# Litieră (silvicultură)

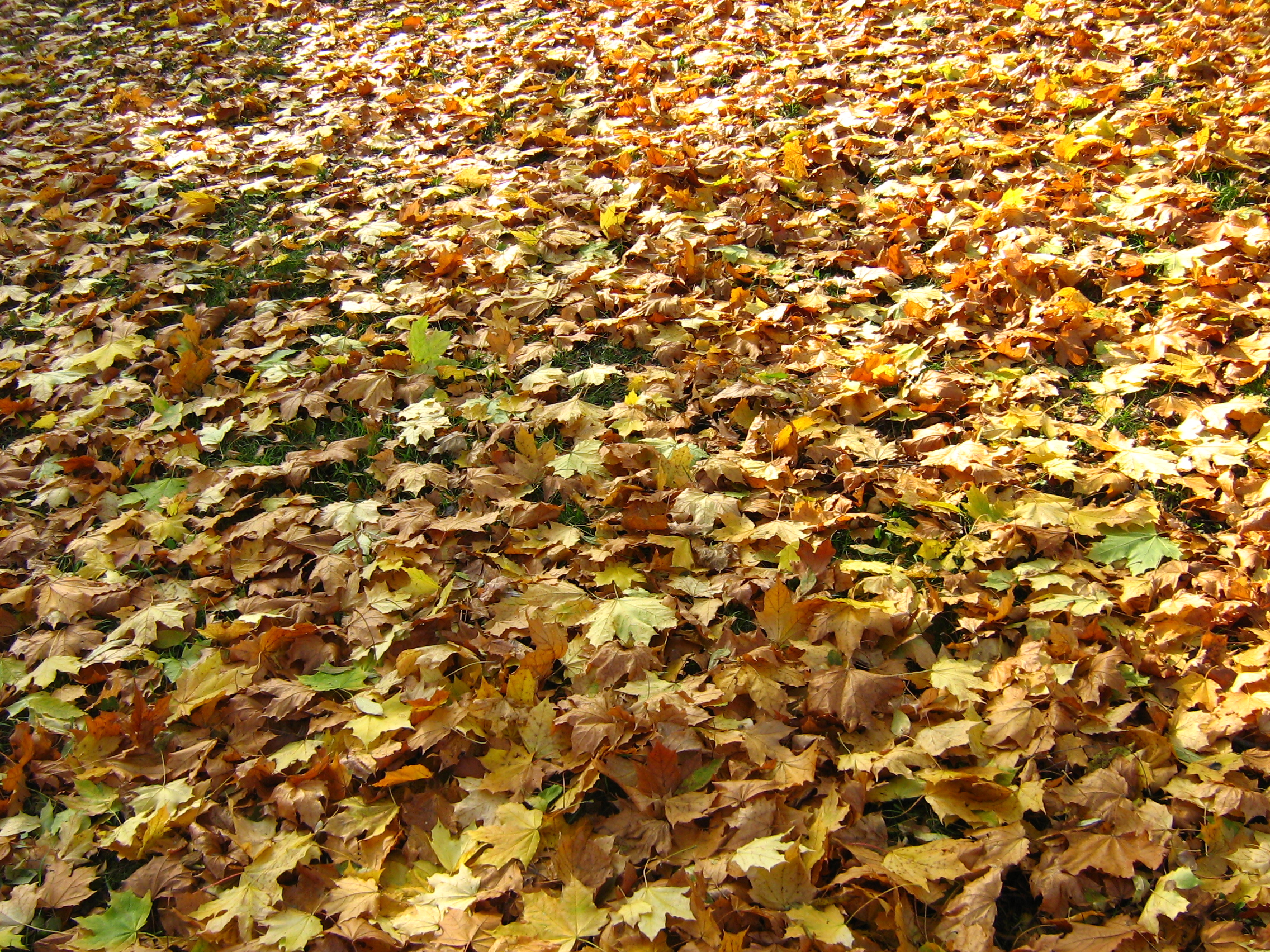
Litieră într-un parc din orașul Harkov, Ucraina.

Litiera este stratul gros de frunze uscate, aflate în putrefacție, format în urma procesului de descompunere. Ea alcătuiește stratul superior al solului forestier. Masa litierei, toamna, poate ajunge până la jumătate din biomasa pădurii. Ea se acumulează toamna, deoarece din cauza temperaturii mici, procesul descompunerii este foarte lent. În ea își găsesc iarna adăpost multe animale nevertebrate și mici vertebrate. Primăvara, crescând numărul reducenților, litiera dispare treptat. În urma descompunerii acesteia, în sol ajung foarte multe substanțe anorganice, ce sunt la rândul lor absorbite de plante. 
În pădurile neatinse de om, biomasa litierei poate să constituie circa 40% din biomasa totală a pădurii.

## Incendiile de litieră
Incendiile de litieră sunt incendii care cuprind vegetația de pe solul pădurii: arbuști, mușchi, licheni, ierburi, boschete, tufișuri, pătura moartă, uscăturile, resturile rămase la exploatarea pădurii și partea inferioară a copacilor.
La incendiile de litieră lente, focarul înaintează în mare măsură în direcția vântului cu viteză redusă, flacăra atinge o înălțime cuprinsă între 0,1 m și 2-3 m.
În cazul incendiilor de litieră rapide, focul se poate propaga către direcția vântului cu viteze care pot atinge până la 1 km/oră, iar înălțimea flăcării depășește 2 m.